# 最大海泛面
最大海泛面（英語：Maximum flooding surface）是指海侵最大时所形成的沉積界面，以从退积式准层序组合转换为加积式或进积式准层序组合为特征。為海侵体系域的顶界面，代表海侵與海退的劃分界限。這時上覆的高水位体系域的前积层前端下超于最大海泛面之上，海域最廣最深，陸源物資最遠，故沉積速率最低，碎屑顆粒也最細。在岩石露頭，岩芯及測井曲綫。可由凝缩层判定，地震剖面上可由最高上超點及其反射面認出。